# La Virgen, Veracruz
La Virgen är en ort i Mexiko.   Den ligger i kommunen Tatatila och delstaten Veracruz, i den sydöstra delen av landet, 210 km öster om huvudstaden Mexico City. La Virgen ligger 1 253 meter över havet och antalet invånare är 106.
Terrängen runt La Virgen är bergig norrut, men söderut är den kuperad. La Virgen ligger nere i en dal. Runt La Virgen är det ganska tätbefolkat, med 160 invånare per kvadratkilometer. Närmaste större samhälle är Atzalan, 14,7 km nordväst om La Virgen. I omgivningarna runt La Virgen växer i huvudsak blandskog.